# ناندوز
ناندوز (انگلیسی: Nando's) شرکت صنایع غذایی در آفریقای جنوبی است، که در سال ۱۹۸۷ تأسیس شد.